# فرانک رایان
فرانک رایان (انگلیسی: Frank Ryan؛ ‏ ۱۸ اکتبر ۱۹۰۷ – ۱ ژانویهٔ ۱۹۴۸) کارگردان فیلم و فیلم‌نامه‌نویس اهل ایالات متحده آمریکا بود.
از فیلم‌هایی که وی در آن‌ها نقش داشته‌است، می‌توان به یک دختر، یک مرد و یک ملوان اشاره نمود.